# Rorippa palustris
Agrião-do-pântano (Rorippa palustris) é uma planta herbácea da família das crucíferas ou brassicáceas. Também pode ser chamada cientificamente de Nasturtium palustre (DC.) ou vulgarmente agrião-do-brejo.